# Бирс, Джулия
Джулия Бирс (англ. Julie Beers, полное имя Julie Hart Beers Kempson; 1835—1913) — американская художница-пейзажист, представительница школы реки Гудзон.
Одна из весьма коммерчески успешных профессиональных женщин-пейзажистов своего времени.

## Биография
Родилась в 1835 году (по другим данным в 1835 году) в городе в Питтсфилд, штат Массачусетс, в семье Джеймса Харта (James Hart) и Марион Робертсон (Marion Robertson), которые эмигрировали из Шотландии в 1831. Её старшие братья — Уильям Харт и Джеймс Харт также были известными пейзажистами школы реки Гудзон.
В 1853 году Джулия она вышла замуж за журналиста Джорджа Вашингтона Бирса (George Washington Beers). После его смерти в 1856 году она с двумя дочерьми переехала в Нью-Йорк, где у её братьев были свои студии. Как и большинства женщин-художников того времени, у неё не было формального художественного образования, считается, что живописи Джулию обучали братья.
К сорока годам, уже будучи замужем во второй раз за Питером Кемпсоном (Peter Kempson), художница переехала в город Метачен, штат Нью-Джерси, где открыла собственную студию. Продолжая заниматься живописью, использовала в подписи фамилию Бирс.
Умерла 13 августа 1913 года в городе Трентоне, штат Нью-Джерси.

## Творчество
К 1867 году Джулия Бирс уже выставляла свои работы. Хотя у неё была собственная студия в Нью-Джерси, она одновременно представляла свои картины в студии брата Уильяма в Нью-Йорке на 10th Street. Стала одной из очень немногих женщин-художников в Америке своего времени. В 1870-х и 1880-х годах часто выставлялась в Национальной академии дизайна, а также в Бруклинской художественной ассоциации (Brooklyn Art Association), в Boston Athenæum и Пенсильванской академии изящных искусств. Через Бруклинскую художественную ассоциацию Бирс смогла продать много своих работ. Посещала для рисования самостоятельно и в составе групп женщин горы штата Нью-Йорк и Новой Англии. Иногда она писала натюрморты.